# Cantagiro
Il Cantagiro è una manifestazione musicale ideata da Ezio Radaelli nel 1962, che si svolge in Italia nel periodo estivo. La particolarità della manifestazione è il suo carattere itinerante, che vede i cantanti esibirsi in diverse città in giro per l'Italia. Ha avuto il suo massimo successo negli anni sessanta, proseguendo con alterne fortune e un'interruzione di tre anni sino al 1981. Fra il 1990 e il 1993 fu tentato un rilancio, con il nome di Nuovo Cantagiro. Dal 2005 la manifestazione è ripartita come vetrina per talenti emergenti.

## Storia

### Il primo periodo: 1962 - 1974

Bobby Solo al Cantagiro 1967.

La prima edizione della manifestazione si è svolta nel 1962. Venne presentata da Nuccio Costa e dall'attrice Dany París.
La formula era presa a modello del Giro d'Italia di ciclismo, e consisteva in una carovana canora in giro per l'Italia con diversi cantanti che gareggiavano tra loro, giudicati da giurie popolari scelte tra il pubblico delle varie città.
Ogni sera veniva proclamato il vincitore di tappa, e nella tappa finale (a Fiuggi) veniva annunciato il vincitore assoluto. Per 5 edizioni consecutive (dal 1968 al 1972) la finale fu disputata a Recoaro Terme, nello scenario delle Fonti Centrali.
La finale era articolata in tre serate, con la diretta tv su Rai Uno della serata conclusiva.
Gli interpreti e i relativi brani erano divisi in sezioni: il Girone A comprendeva artisti di fama, il Girone B le "nuove proposte canore", mentre invece il Girone C introdotto negli anni 1966 e 1967 comprendeva i gruppi musicali.
Con l'avvento del nuovo decennio ed il declino del successo, l'organizzazione si fermò con l'edizione del 1974. Le ultime due edizioni, chiamate Cantagiro Show, ebbero meno riscontro rispetto al passato.
Tra i meriti del Cantagiro vi è il tentativo di far uscire la canzone dai classici luoghi di ascolto e, pur in assenza dei mezzi di comunicazione di massa, di avvicinarla alla gente, tramite il contatto diretto nelle strade, nei luoghi di incontro e negli stadi.

### Il secondo periodo: 1977 - 1981
Nel 1977 si riprese con un'edizione in tono minore, alla quale parteciparono tra gli altri Junie Russo (conosciuta, successivamente, come Giuni Russo) con Mai, Giulietta Sacco con Dicitencelle (di Alberto Sciotti e Augusto Visco), Giancarlo D'Auria con Tu dormi dolce amore (di L. e A. Maiello) e Nino Minieri con Vai via con lui che sarà il vincitore.
All'edizione successiva, organizzata da Vittorio Salvetti, presero parte, tra gli altri, alcuni nomi noti come Rino Gaetano con E cantava le canzoni, Gepy & Gepy con Chi...io, Pino Crucitti con III B', Juli & Julie con Rondine, Daniela Davoli con Mia, i Limousine con Camminerò solo e Toni Santagata con Ai lavate punk.
Dopo una pausa nel 1979, Salvetti organizzò nuovamente il Cantagiro 1980, presentato da Daniele Piombi e trasmesso in televisione, sulla Rete 3. Tra i partecipanti possiamo ricordare Il Giardino dei Semplici, Anna Oxa con Controllo totale, e Mario Rosini in duo con il fratello Gianni.
A questa fece seguito un'altra edizione l'anno successivo (con Gianni Panariello tra i partecipanti, in gara col brano Per chi piangere).
A causa dello scarso successo di quest'ultima edizione, la manifestazione venne interrotta con l'intento di non riprenderla più. Solamente otto anni dopo si ebbero le prime idee di riproporla.

### Il terzo periodo e la rinascita inNuovo Cantagiro: 1990 - 1993
Nel 1990 fu tentato un recupero della manifestazione dopo anni di dimenticanza: per l'occasione fu addirittura ribattezzato il titolo col nome di Nuovo Cantagiro e ne vennero prodotte quattro edizioni consecutive trasmesse su Rai 2: il successo però non fu più paragonabile a quello degli anni '60, e dopo l'edizione del 1993 il Nuovo Cantagiro chiuse i battenti.
Una puntata del 1992 venne interrotta a metà per lasciare spazio ai notiziari sull'attentato che uccise il Giudice Paolo Borsellino.

### Il quarto periodo: dal 2005
Dopo la morte dello storico patron Ezio Radaelli nel 1995, il marchio viene acquistato dal promoter Enzo De Carlo, che nel 2005 fa ripartire la manifestazione come vetrina per artisti emergenti. Le finali della prima edizione del nuovo corso, svolte a Campione d'Italia vennero trasmesse in differita su Rai 2 e videro la vittoria finale degli NTS+.

## Albo d'oro[5]

### Cantagiro
- 1962:
  - Girone A - Adriano Celentano - Stai lontana da me
  - Girone B - Donatella Moretti - L'abbraccio
- 1963:
  - Girone A - Peppino di Capri - Non ti credo
  - Girone B - Michele - Se mi vuoi lasciare
- 1964:
  - Girone A - Gianni Morandi - In ginocchio da te
  - Girone B - Paolo Mosca - La voglia dell'estate
- 1965:
  - Girone A - Rita Pavone - Lui
  - Girone B - Mariolino Barberis - Il duca della luna
- 1966:
  - Girone A - Gianni Morandi - Notte di ferragosto
  - Girone B - Mariolino Barberis - Spiaggia d'argento
  - Girone C - Equipe 84 - Io ho in mente te
- 1967
  - Girone A - Rita Pavone - Questo nostro amore
  - Girone B - Massimo Ranieri - Pietà per chi ti ama
  - Girone C - The Motowns - Prendi la chitarra e vai
- 1968:
  - Girone A - Caterina Caselli - Il volto della vita
  - Girone B - Showmen - Un'ora sola ti vorrei
- 1969:
  - Girone A - Massimo Ranieri - Rose rosse
  - Girone B - Rossano - Ti voglio tanto bene
- 1970:
  - Girone A - Non c'è classifica
  - Girone B - Paolo Mengoli - Mi piaci da morire
- 1971:
  - Non c'è classifica
- 1972:
  - Girone A - Non c'è classifica
  - Girone B - FM2 - Chérie chérie
  - Girone C - Gens - Per chi
- 1978:
  - Limousine - Camminerò solo
- 1980:
  - Alex Damiani - Cambierò cambierai

### Il Nuovo Cantagiro
- 1990
  - Big: Amedeo Minghi - La vita mia
  - Giovani: Franco Fasano - Il cielo è sempre lì
- 1991
  - Big: squadra composta da Paola Turci - Dove andranno mai i bambini come noi, Il filo di Arianna, Stringimi stringiamoci e Tazenda - Disamparados, Nanneddu
  - Facciata A: Francesca Alotta - Chiamata urgente
  - Primo Applauso: Giuseppe Clemente - ...e camminare
- 1992
  - Big: Aleandro Baldi - Il sole
  - Giovani: Cliò - Non siamo angeli
- 1993
  - Famosi: Non c'è classifica
  - Giovani: Bracco Di Graci - Guardia o ladro

### Il Cantagiro - Edizione De Carlo
- 2005
  - Nts+ - Adamo
- 2006
  - Non c'è classifica
- 2007
  - Jackson Just - Cerca l'amore
- 2008
  - Yavanna - Che spettacolo!!!
- 2009
  - Nausicaa - Un altro giorno
- 2010
  - Domenica Varnassa - Caruggiu du Bertu
- 2011
  - Jospel - Una stella nascerà
- 2012
  - Valentina Sarappa - Bosso
- 2013
  - Dave Monaco - Pensami
- 2014
  - Giuliana Tecce - La porta
- 2015
  - Chiara Pilosu - Un peu de folie
- 2016
  - Flavio Capasso - Portami via
- 2017
  - Giulia Miccoli
- 2018
  - Alessia Battini
- 2019
  - Simone Romano - I miei quadri
- 2020
  - Alberto Giovinazzo - Pastori di greggio
- 2021
  - Raffaella Carleo Polline nell'aria
- 2022
  - XGiove - Satelliti
- 2023
  - Valentina Ambrosio - Onda
- 2024
  - Mad - Terra rossa

## Conduttori

### Cantagiro
- 1962: Dany París - Daniele Piombi
- 1963: Nunzio Filogamo
- 1964: Enrico Maria Salerno - Pippo Baudo - Dany París
- 1965: Enrico Maria Salerno - Dany París - Daniele Piombi
- 1966: Alberto Lupo - Nuccio Costa
- 1967: Nuccio Costa - Paola Quattrini - Grazia Maria Spina - Walter Chiari
- 1968: Nuccio Costa - Alighiero Noschese
- 1969: Dany París - Nuccio Costa - Johnny Dorelli
- 1970: Nuccio Costa - Mita Medici - Dany París
- 1971: Daniele Piombi - Nuccio Costa - Beryl Cunningham
- 1972: Alberto Lupo - Nuccio Costa
- 1977: Nino Fuscagni - Paola Tedesco
- 1978: Aldo Giuffré - Jenny Tamburi - Sergio Rams

### Il Nuovo Cantagiro
- 1990: Andy Luotto - Flavia Fortunato - Ramona Dell'Abate
- 1991: Mara Venier - Gabriella Carlucci - Pupo - Gianfranco Agus - Pino D'Angiò - Patrizia Pellegrino
- 1992: Mara Venier - Gino Rivieccio - Fiorello - Gianfranco Agus - Laura Fontana
- 1993: Antonello Fassari - Lucia Vasini

### Il Cantagiro - Edizioni De Carlo
- 2005: Stefania Orlando - Julian Borghesan
- 2006: Federica Peluffo
- 2007: Federica Peluffo
- 2008: Roberto Onofri - Federica Peluffo
- 2009: Stefania Orlando - Francesco Occhiuzzi
- 2010: Jonny Triviani - Stefania Orlando
- 2011: Benedetto Dionisi
- 2012: Ruggero Sardo
- 2013: Ruggero Sardo - Virginia Barrett
- 2014: Ruggero Sardo
- 2015: Ruggero Sardo - Veronica Maya - Giulia Carla De Carlo
- 2016: Massimiliano Massari - Giulia Carla De Carlo
- 2017: Corrado Gentile - Giulia Carla De Carlo
- 2018: Ruggero Sardo - Giulia Carla De Carlo - Marianna Marsura
- 2019: Ruggero Sardo - Giulia Carla De Carlo - Marco Zingaretti
- 2020: Claudio Lippi - Giulia Carla De Carlo - Marco Zingaretti
- 2021: Cristiana Ciacci e Marco Zingaretti con la partecipazione di Claudio Lippi
- 2022: Marco Zingaretti e Giulia Carla De Carlo
- 2023: Marco Zingaretti
- 2024: Marco Zingaretti e Sabrina Marinangeli

## Nella cultura di massa
Romanzi
- M. Amato, Una bomba al Cantagiro, Piemme, 2007 ISBN 978-88-384-3899-8
- G. Pederiali, Il lato A della vita, Aragno, 2001 ISBN 88-8419-047-9